# Mapa de Juan de la Cosa
El mapa o carta de Juan de la Cosa és un mapa pintat en pergamí, de 93 cm d'alt per 183 d'amplada, conservat al Museu Naval de Madrid. Una inscripció diu que va ser realitzat pel mariner càntabre Juan de la Cosa el 1500 al Puerto de Santa María (Cadis). Té una rica decoració que indica que probablement va ser fet per encàrrec d'algun membre poderós de la cort dels Reis Catòlics.
El mapa és la representació inequívoca del continent americà més antiga conservada i hi apareixen les terres ocupades fins a final del segle xv per les expedicions castellanes, portugueses i angleses a Amèrica. També mostra una gran part del Vell Món, segons l'estil típic de les cartes portolanes medievals i notícies de la recent arribada de Vasco da Gama a l'Índia el 1498.
La carta de Juan de la Cosa és l'única obra cartogràfica conservada de les realitzades pels testimonis presencials dels primers viatges de Cristòfor Colom a les Índies. El mapa fa al·lusió al descobridor mitjançant una gran imatge de Sant Cristòfol que cobreix la zona on hauria d'estar Amèrica Central. No obstant això, Cuba es representa com una illa, en contra de l'opinió de Colom, que la considerava una península d'Àsia.

## Descripció física

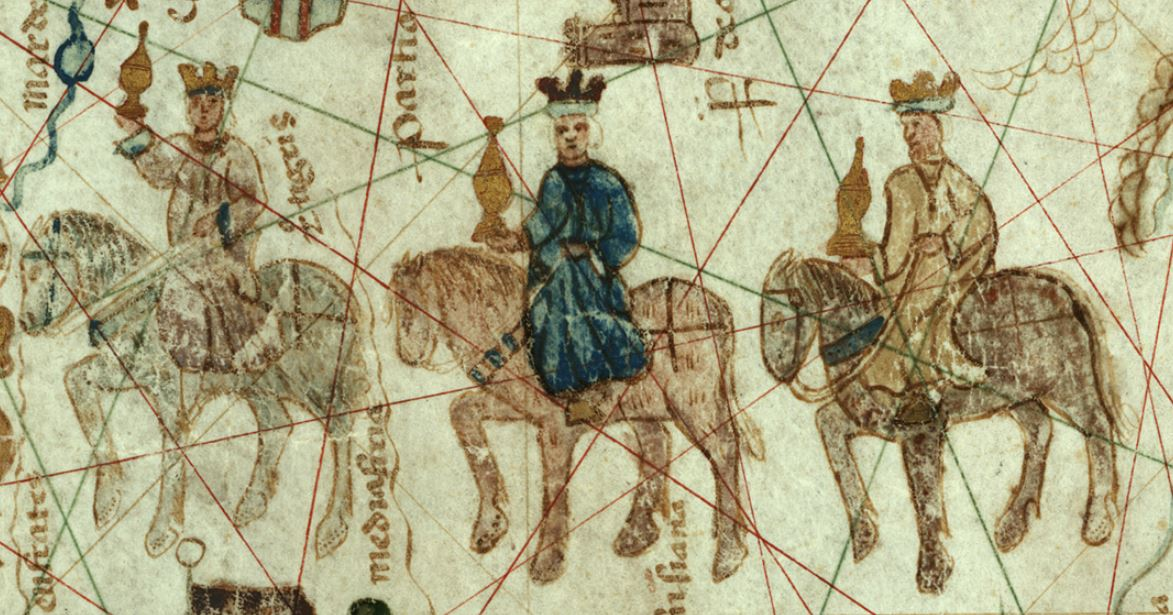
Els Reis Mags, personatges alhora bíblics i llegendaris, a Àsia.

La carta de Juan de la Cosa és una obra manuscrita, de 93 cm d'alt (nord-sud) per 183 d'amplada (est-oest), dibuixada sobre dues fulles enllaçades de pergamí de pell de vedella cosits a un llenç resistent. Els dos trossos estan enganxats pel centre, a l'altura d'Itàlia i Àfrica, i no té una forma simètrica, ja que la part occidental correspon al coll de l'animal.
És il·lustrada amb tinta i aquarel·les. El Nou Món hi apareix representat en verd mentre el Vell Món queda acolorit. Al mapa s'assenyalen els rius, ports i nuclis de població mitjançant símbols convencionals. A més està profusament decorat a la manera de les cartes portolanes de l'escola mallorquina amb roses dels vents, banderes, embarcacions, reis africans i personatges llegendaris, com per exemple el Preste Joan de les Índies a l'Àfrica i els Reis Mags a Àsia. La rosa dels vents situada a l'Atlàntic conté una representació de la Verge i el Nen.
A l'extrem superior del mapa, cobrint la regió centreamericana, hi ha un requadre amb una imatge de Sant Cristòfol, probable al·lusió a Cristòfor Colom. Sota el sant apareix la referència a l'autor i data del mapa:  Juan de la cosa la fizo en el puerto de S: mã en año de 1500 . Al marge inferior, a la dreta, apareix una altra cartel·la però en blanc, aparentment reservada per algun text que al final no es va incloure. Conté nombrosos topònims, escrits en castellà, però alguns d'ells són il·legibles, sobretot al Nou Món. El seu estat de conservació és en general bo però amb alguns desperfectes: escrostonats a la part superior, així com diversos deterioraments deguts a un incendi.

## Història

### Autor i data

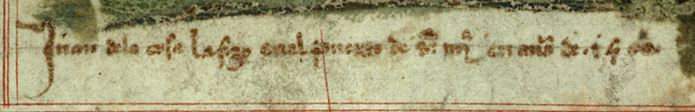
Text del mapa que indica l'autor, lloc i data de realització.

Una cartel·la del mapa afirma que «Juan de la cosa la fizo en el puerto de S: mã en año de 1500», és a dir, que «Juan de la Cosa la va fer a El Puerto de Santa María l'any 1500».
Juan de la Cosa va ser un mariner nascut a Cantàbria a mitjan segle xv i mort a la costa de l'actual Colòmbia el 1509. Va tenir un paper destacat en el primer viatge de Colom a les Índies (1492 - 1493), ja que va ser com mestre de la nau capitana, la Santa Maria. També va prendre part en el segon viatge de Cristòfor Colom (1493-1496). El 1499 es va associar amb Alonso de Ojeda per fer una expedició pròpia a Amèrica, en què potser també hi va participar Amerigo Vespucci. Van salpar el maig de 1499, per recórrer una part substancial de la costa atlàntica d'Amèrica del Sud i van tornar o bé el novembre de 1499 o bé el juny de 1500
Se sap que De la Cosa portava ja un esbós del mapa amb ell en tornar d'aquest viatge. De la Cosa va tornar a fer-se a la mar en l'expedició de Rodrigo de Bastidas a finals de 1500 o mitjans de 1501 segons diferents autors, i va haver de realitzar un mapa durant l'estiu o tardor de 1500. La rica ornamentació indica que probablement va ser realitzada per encàrrec d'algun personatge poderós, potser el bisbe Fonseca.

### Controvèrsies i analítiques
Alguns historiadors han posat en dubte que la carta dati de 1500 perquè estimen que part de la informació cartogràfica continguda en ella no havia estat descoberta encara aquell any. El primer a formular aquesta teoria va ser George E. Nunn el 1934, que afirmava que Cuba no va ser circumnavegada fins a 1509 i que per això de la Cosa no podia saber que era una illa, que és com correctament la mostra el mapa. Els seus arguments han estat rebatuts des d'aleshores, mostrant-se per exemple que Pietro Màrtir ja va escriure el 1501 que "molts afirmen haver navegat al voltant de Cuba". Altres autors han apuntat que a la carta no figuren molts dels esdeveniments posteriors a 1500, com ara el tercer viatge del mateix De la Cosa al Nou Món (1501-1502), que va descobrir el Golf d'Urabá i la costa del Darién.
Una altra teoria, més àmpliament acceptada, afirma que el mapa que es conserva és una còpia de l'original preparat per De la Cosa. Un indici a favor d'aquesta teoria és el fet que molts topònims són il·legibles, com si el copista no hagués estat capaç de desxifrar la lletra de l'autor original. L'historiador Hugo O'Donnell ha anat més lluny, opinant que el treball de Juan de la Cosa es va limitar a un esbós que després va ser completat i enriquit per algun altre cartògraf.
D'altra banda, el 1987 el Gabinet de Documentació Tècnica del Museu del Prado va mostrar mitjançant diverses anàlisis que els pigments de la carta eren compatibles amb una realització el 1500 i que no es van apreciar signes de repintat posterior.

### Desaparició i troballa
No hi ha constància documental directa de la carta però se sap que Juan de la Cosa va presentar dues  "cartas de marear de las Yndias"  als Reis Catòlics a Segòvia el 1503. Una d'elles pot haver estat el seu mapamundi de 1500 o potser una versió posterior d'aquest, actualitzada amb els descobriments de les expedicions més recents. Els dos mapes degueren passar després a poder del bisbe Fonseca, i en aquest despatx els va poder contemplar Pere Màrtir, segons explica en un escrit datat el 1514:
| «                                                                              | Vaig visitar al prelat burgalès, patró de les referides navegacions (...) Vam tenir a mà nombrosos testimonis de tot el que ha passat: una esfera sòlida de l'Univers amb aquests descobriments i diversos mapes a què els navegants anomenen cartes de navegar. Una d'elles l'havien dibuixat els portuguesos, amb intervenció, segons deien, del florentí Amerigo Vespucci (...) Una altra carta, començada per Colom quan recorria aquells llocs, va ser addicionada al seu entendre pel seu germà Bartomeu (...) A més, no hi va haver castellà que per poc que es cregués capacitat per mesurar terres i litorals, no es confeccionés el seu mapa. Guardant-se com els més estimables els que van compondre aquell Juan de la Cosa, company d'Hojeda (...) i un altre pilot nomenat Andrés Morales. | » |
| — Pere Màrtir d'Anglería. Dècada II, Llibre X. Datada a 4 de desembre de 1514. | |   |

La pista del mapa es perd totalment fins que, el 1832, el baró de Walckenaer la va comprar a un comerciant de París i la va mostrar a diversos amics, entre els quals hi havia l'erudit alemany Alexander von Humboldt, que va ser el primer que el va donar a conèixer. L'espanyol Ramón de la Sagra va publicar el 1837 la part occidental de la carta i el 1842 el vescomte de Santarém va reproduir la part dedicada a l'Àfrica. En morir el baró de Walckenaer el 1852 la seva biblioteca va sortir a subhasta. De la Sagra va alertar el Ministeri de Marina espanyol, que va licitar per la carta i va aconseguir adquirir-la per 4.321 francs de l'època.

### Ubicació actual
Des de 1853 la carta s'exposa a la Sala de Descobriments del Museu Naval de Madrid. La Carta ha realitzat molt poques sortides del Museu. La més dramàtica va passar el novembre de 1936, en plena Guerra Civil, quan va ser evacuada a València per salvar-la de les tropes nacionals que avançaven sobre Madrid.
La Carta no ha estat mai restaurada. S'han realitzat diverses edicions facsímils, la primera el 1892 i les més recents el 1992. Una còpia realitzada a mà pel cartògraf del Museu va estar exposada en lloc de l'original des de 1988 fins a 1992.

### Historiografia
La publicació d'obres sobre el mapa de De la Cosa s'ha concentrat en tres moments històrics:
- Anys 1830, quan es troba i es dona a conèixer al món científic gràcies a Alexander von Humboldt, Ramon de la Sagra i el vescomte de Santarém, entre d'altres;
- Fi del segle xix, amb motiu del IV Centenari del Descobriment d'Amèrica. Destaca l'estudi realitzat per A. Vascano, que acompanyava la primera edició facsímil de la carta.
- Fi del segle xx, amb motiu del V Centenari del mateix esdeveniment.

## Territoris representats
El mapa mostra, d'oest a est: el continent americà i les illes adjacents; l'oceà Atlàntic amb els seus arxipèlags principals, Europa, la Mediterrània i Àfrica, el continent asiàtic i l'oceà Índic. Encara que sovint se'l diu mapamundi, no ho és en sentit estricte perquè la representació d'Àsia es talla a la península de l'Índia i omet la Xina i el Japó. Tampoc apareixen l'oceà Pacífic ni les regions antàrtiques.

### Amèrica Central i Antilles

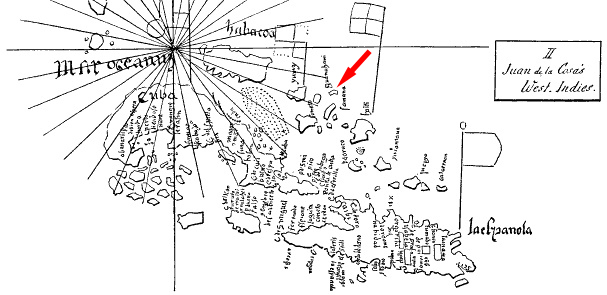
Les Antilles Majors al mapa de Juan de la Cosa. La fletxa vermella (afegida) indica l'illa de Guanahani.

El traçat del mapa és clar i detallat a la zona de les Antilles, que apareixen representades cadascuna amb el seu nom. Entre el grup d'illes Bahames, dibuixat per De la Cosa amb gran precisió, es troba l'illa de Guanahani, que curiosament no rep cap tractament gràfic especial ni text particular tot i ser la primera terra "de les Índies "que Colom afirma haver vist en el seu Primer Viatge.
Cuba apareix amb aquest nom, derivat de la paraula indígena Cubanacán, i no amb el nom de  Juana  que li havia donat Colom. La imatge és bastant exacta: allargada, amb nombroses badies, estrangulada en dos punts i amb un extrem occidental corbat que forma un ampli golf ple d'illetes. L'autor del mapa la representa correctament com a illa, tot i que el juny de 1494 Colom havia fet jurar a tots els que l'acompanyaven en el seu Segon Viatge, entre els quals hi havia De la Cosa, que Cuba no era una illa sinó una península del continent asiàtic. Alguns autors dubten que De la Cosa pogués conèixer el fet de la insularitat de Cuba el 1500, la qual cosa implicaria que el mapa fou elaborat més tard, però d'altres historiadors afirmen que pel 1500 diverses expedicions castellanes ja havien circumnavegat l'illa.
Contràriament a les Antilles, la veïna costa continental està dibuixada de manera imprecisa, faltant les penínsules de Florida i Yucatán, el golf de Mèxic i en general tota Amèrica Central, i en aquest lloc hi figura una gran cartel·la amb la imatge de sant Cristòfol. Es creu que De la Cosa va poder haver tapat a posta amb aquest requadre la zona centreamericana per evitar dibuixar una línia de costa contínua entre Amèrica del Nord i Amèrica del Sud, la qual hauria negat l'existència del pas marítim cap a les illes de les Espècies que Colom i altres afirmaven existia allà.

### Amèrica del Sud

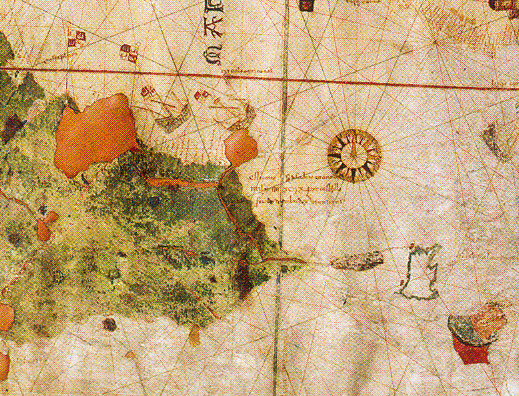
Detall de l'extrem oriental d'Amèrica del Sud.

El mapa mostra la costa sud-americana adornada amb banderes castellanes des del cap de la Vela (a l'actual Colòmbia) fins a l'extrem oriental del continent. Hi figura un text que diu  "aquest cap es va descobrir en any de mil i CCCC XC IX per Castella syendo descobridor vicentianes"  ("Aquest cap es va descobrir el 1499 per Castella sent el descobridor Vicente Yáñez") i que molt probablement es refereix a l'arribada de Vicente Yáñez Pinzón a finals de gener de 1500 a la punta oriental de Sud-amèrica, a la qual va anomenar cap de Santa Maria de la Consolació. Més cap a l'est, tot i separada del continent apareix una  Ysla descoberta per Portugal  ("Illa descoberta per Portugal") acolorida en blau. Probablement De la Cosa va voler reflectir així la terra trobada pel portuguès Pedro Álvares Cabral el 1500 i que aquest havia batejat "Terra de Vera Cruz" o "de Santa Cruz".
A la zona nord de la regió sud-americana apareix la  Costa de perles , que havia estat descoberta per Colom en el seu Tercer Viatge (1498) i que va ser recorreguda pel mateix De la Cosa junt a Alonso de Ojeda. Apareixen dues mencions a "mars dolços" ( Mar de agua duce  i  Mar Duce ) que corresponen, respectivament, a la desembocadura de l'Orinoco, descobert per Diego de Lepe el 1500, i al situat davant la costa de les Guaianes, navegat per Ojeda el 1499.

### Amèrica del Nord
El mapa representa Amèrica del Nord com una massa continental contínua que s'estén fins a l'Àrtida. Es representa de manera més esquemàtica i amb menys indicacions que altres zones geogràfiques. El fragment de costa nord-americana on De la Cosa sí que va escriure topònims està senyalat per cinc banderes angleses de color blau i marró situades entre dues inscripcions referides a la mateixa nació:  dim descoberta po ynglesie  ("mar descoberta per anglesos") a l'oest i buit de ynglaterra ("cap d'Anglaterra") a l'est.
Es creu que de la Cosa va voler representar d'aquesta manera els descobriments realitzats per John Cabot en les seves expedicions de 1497 i 1498 sota bandera anglesa. L'ambaixador castellà a Londres, Pedro de Ayala, degué enviar als Reis Catòlics una còpia del mapa dibuixat per Cabot, avui desaparegut.

### Vell Món

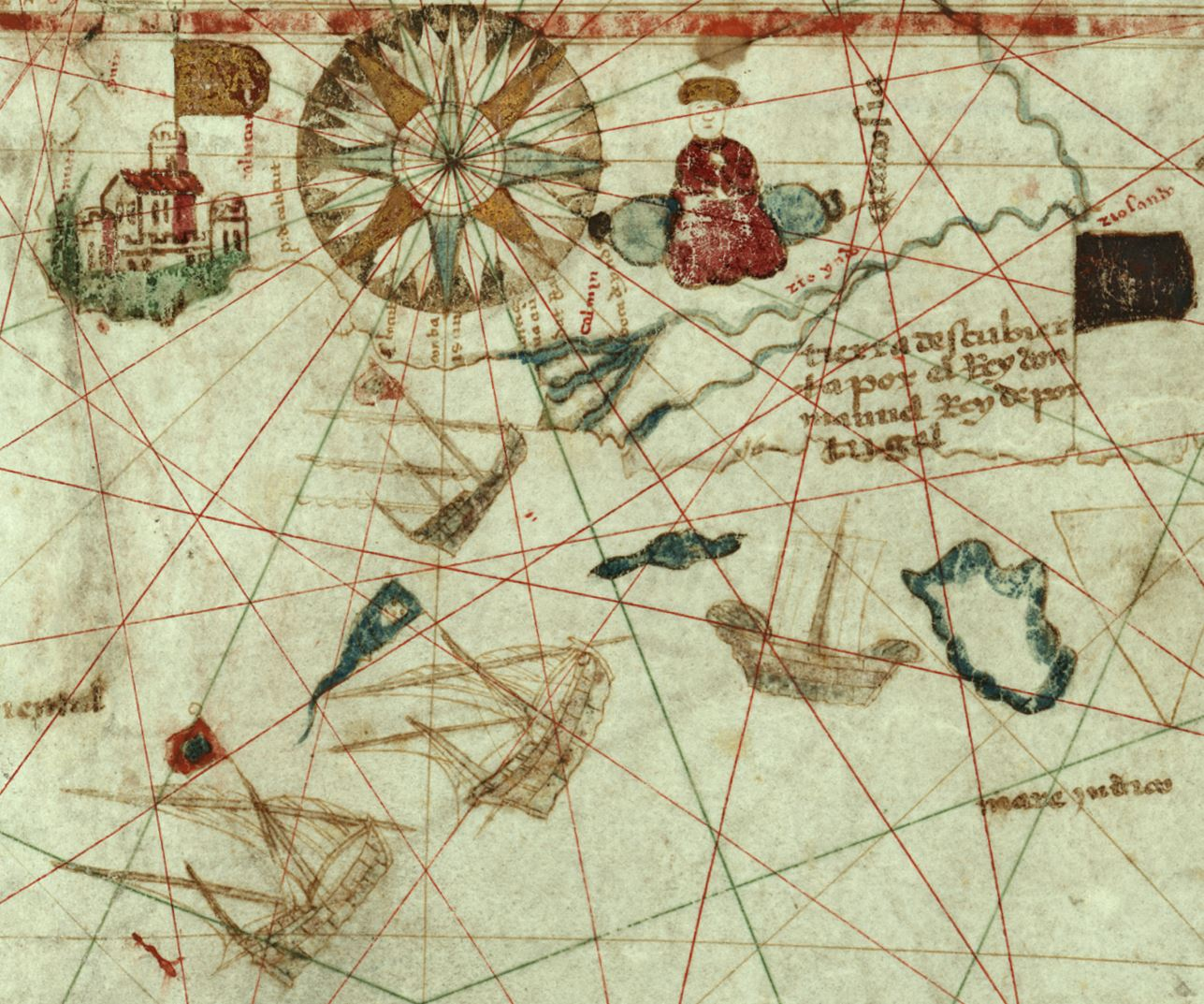
Vaixells portuguesos arribant a l'Índia.

Les costes d'Europa i del Mediterrani apareixen dibuixades amb la precisió habitual dels portolans de l'època. El contorn d'Àfrica reflecteix els més recents descobriments portuguesos. Així, a l'extrem sud del continent hi ha una nota que diu: "Fins aquí va descobrir l'excel·lent rei Juan de Portugal", en referència al viatge de Bartolomé Dies de 1487-1488. La costa oriental africana, que acabaven de reconèixer els portuguesos, presenta un traçat menys exacte.
El continent asiàtic està dibuixat només en part i de manera bastant inexacta. El mapa es talla als marges del mar d'Aràbia i falta gran part del subcontinent indi. Ceilan apareix representada com una gran illa triangular anomenada Trapobana. Sota la península hindustànica un text diu: "Terra descoberta pel rei Manuel, rei de Portugal", en referència al viatge de Vasco da Gama de 1497-1499. A part d'aquesta nota, la representació de l'Índia és similar a les dels mapes de la Geographia de Ptolemeu, així com a la de l'Atles Català de 1375. A la part central de l'oceà Índic apareixen dibuixades dues grans illes, Zanabar i Madagascoa, similars a les del globus terraqüi de Martin Behaim.
El tallar el mapa per no representar Indoxina ni la Xina podria haver estat un estratagema de De la Cosa, que així hauria evitat haver de prendre partit sobre si les terres descobertes per Colom eren l'extrem oriental d'Àsia o bé un continent nou.

## Cartografia

### Línies de referència

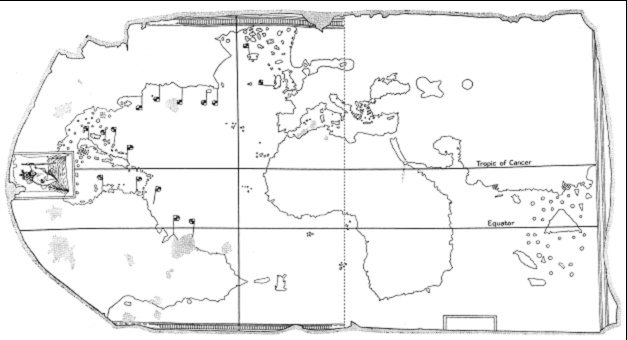
Esquema del mapa amb les tres línies de referència.

El mapa de Juan de la Cosa presenta les línies de rumbs tradicionals de les cartes portolanes. Hi figuren dues roses dels vents principals de 32 direccions, una al sud de l'Índia i una altra més gran al mig de l'Atlàntic. Aquestes dues roses són els centres de dues circumferències determinades per altres 16 roses dels vents més petites. Al contrari d'altres cartes posteriors, les roses d'aquest mapa no s'intersequen unes amb les altres. La línia que uneix els centres de les roses constitueix l'eix principal de la carta.
A més apareixen clarament destacades tres línies rectes: una est-oest retolada  cercle cancre  que coincideix gairebé amb l'eix principal del mapa, una altra, anomenada  cercle equinoccial  o  línia equinoccial , paral·lela a l'anterior i situada a la meitat sud, i una línia nord-sud que passa pels arxipèlags de les Açores i de Cap Verd i talla perpendicularment a les dues anteriors, titulada  lina meridional . Els historiadors identifiquen unànimement el cercle equinoccial amb l'equador terrestre i la majoria consideren que el  cercle cancre  representa el Tròpic de Càncer. Sobre la línia vertical s'ha dit que es tracta de la línia fixada pel papa Alexandre VI en la butlla  Inter Caetera  (1493) o bé que és el meridià pres com a referència en el tractat de Tordesillas (1494) per dividir l'Atlàntic entre Castella i Portugal. Una altra teoria afirma que De la Cosa va voler assenyalar la longitud en què la declinació magnètica s'anul·la, és a dir, on el nord assenyalat per la brúixola correspon exactament amb el pol Nord geogràfic assenyalat per l'Estrella Polar.

### Escala
El mapa proporciona dues escales en forma de línies de punts sense cap número ni explicació, col·locades als marges superior i inferior de la meitat occidental de la carta. Es creu que la distància entre punts podria representar 50 milles. També s'ha afirmat que el mapa va ser dibuixat utilitzant una escala diferent per al Nou Món i pel Vell, la qual cosa hauria dilatat la imatge d'Amèrica en una proporció d'1,4:1 respecte al Vell Món.
El mapa no mostra ni els valors ni la definició del sistema de coordenades que es va fer servir per a dibuixar-lo.

### El problema de la latitud
Si es parteix de la hipòtesi que el mapa representa el globus terrestre segons una malla perpendicular de longitud i latitud, s'arriba a la conclusió que De la Cosa va ser bastant exacte amb les longituds, però va cometre errors importants amb la latitud de les terres americanes recentment descobertes: Puerto Rico apareix dibuixat sobre el Tròpic de Càncer (el cercle cancre) quan en realitat es troba cinc graus al sud d'aquest; l'Hispaniola apareix a la mateixa alçada que les Canàries, tot i que les seves latituds difereixen en vuit graus; la costa nord de Cuba sembla arribar al mapa fins als 36° N quan en realitat queda dotze graus més al sud.
Colom sembla haver comès els mateixos errors, ja que, entre altres exemples, en les seves cartes anunciant el descobriment de les Índies de març de 1493 va afirmar de l'Hispaniola que  el sol hi té gran força, ja que és distant de la línia equinoccial vint-i-sis graus  mentre que aquesta illa es troba realment entre els 17,5 i 20° N de latitud. El 1494 va repetir la mateix dada en una carta als Reis Catòlics relatant el seu Segon viatge.

## Importància
El mapa de Juan de la Cosa té gran importància històrica per ser l'únic mapa conegut realitzat per un testimoni presencial dels dos primers viatges de Colom. És a més el mapa més antic en què apareix de manera indiscutible el continent americà.
Atès que es tracta d'una carta manuscrita, no gravada o impresa, només unes poques persones van poder tenir el privilegi de consultar-la i estudiar-la en detall. Es creu per això que no va tenir gaire influència en el desenvolupament de la cartografia. No obstant això, sabem que en la seva època va ser apreciada per la qualitat, ja que aquesta, o una versió posterior, va ser citada per Pere Màrtir el 1514 entre les "cartes de navegar" castellanes més valuoses.